# Військово-морські сили Таїланду

Емблема ВМС Таїланду

Королівський тайський флот ( Abrv: RTN, ทร;. тай. กองทัพเรือไทย ) - військово-морські сили Таїланду, були створені у сучасній формі у 1906 році. Флот був модернізований адміралом, принцем  Апако́ном Кьянтіво́нгом, (1880–1923), відомим як "батько Королівського флоту". Вони мають структуру, що включає корабельне угруповання, Королівську морську піхоту та Командування протиповітряної та берегової оборони.  
Діють три військово-морські регіональні командування: Північна Сіамська затока (перше командування; Південна Сіамська затока (друге командування); та Андаманське море ( Індійський океан ) (третє командування). Королівський військовий флот Таїланду має також свою авіацію. 

## Історія

### Давні часи
Військова історія Таїланду охоплює 1000 років збройної боротьби - від війн за незалежність від імперії кмерів до боротьби з її регіональними суперниками, Бірмою та В'єтнамом, та періодів конфліктів з Британією та Францією в колоніальну епоху.
Військово-морські сили складалася в основному з річкових військових кораблів, місією яких був контроль над річкою Чао Прая та захист кораблів, що перевозили армію до місця бойових дій. Військові кораблі перевозили до 30 мушкетерів та гармат, які стріляли 6- або 12 фунтовими снарядами.

### Франко-сіамські війни
Пакнамський інцидент це сіамський військово-морський конфлікт, який відбувся під час франко-сіамської війни в липні 1893 р. Три французькі кораблі порушили сіамську територію і були зупинені попереджувальними пострілами по них з сіамського фортом та силою гармат на річці Чао-Прая в Пакнамі. У наступній битві Франція перемогла і заблокувала Бангкок.  Мир було відновлено 3 жовтня 1893 р., після того, як англійці чинили тиск як на сіамців, так і на французів, щоб досягти врегулювання конфлікту шляхом переговорів.

### Перша світова війна
Перша світова війна не мала прямого впливу на Сіам через віддаленість від бойових дій. Однак війна дала можливість королю Рамі VI зміцнити позиції своєї країни на міжнародній арені. Він також використовував війну як засіб просування концепції сіамської нації.
Сіамські моряки входили до складу добровольчих експедиційних сил, що складалися з медичного, автомобільного транспорту та авіаційних загонів. [8] На початку 1918 року з тисяч добровольців було відібрано 1284 чоловіки. Ці сили, якими командував генерал-майор Фрая Бхіджай Джанрідді, були відправлені до Франції.

## Бюджет
У 2019 фінансовому році (2019 рік) бюджет ВМС склав 45 485 мільйонів бат.  У прогнозованому періоді 2020 року його бюджет прогнозується в 47 300 000 бат. 

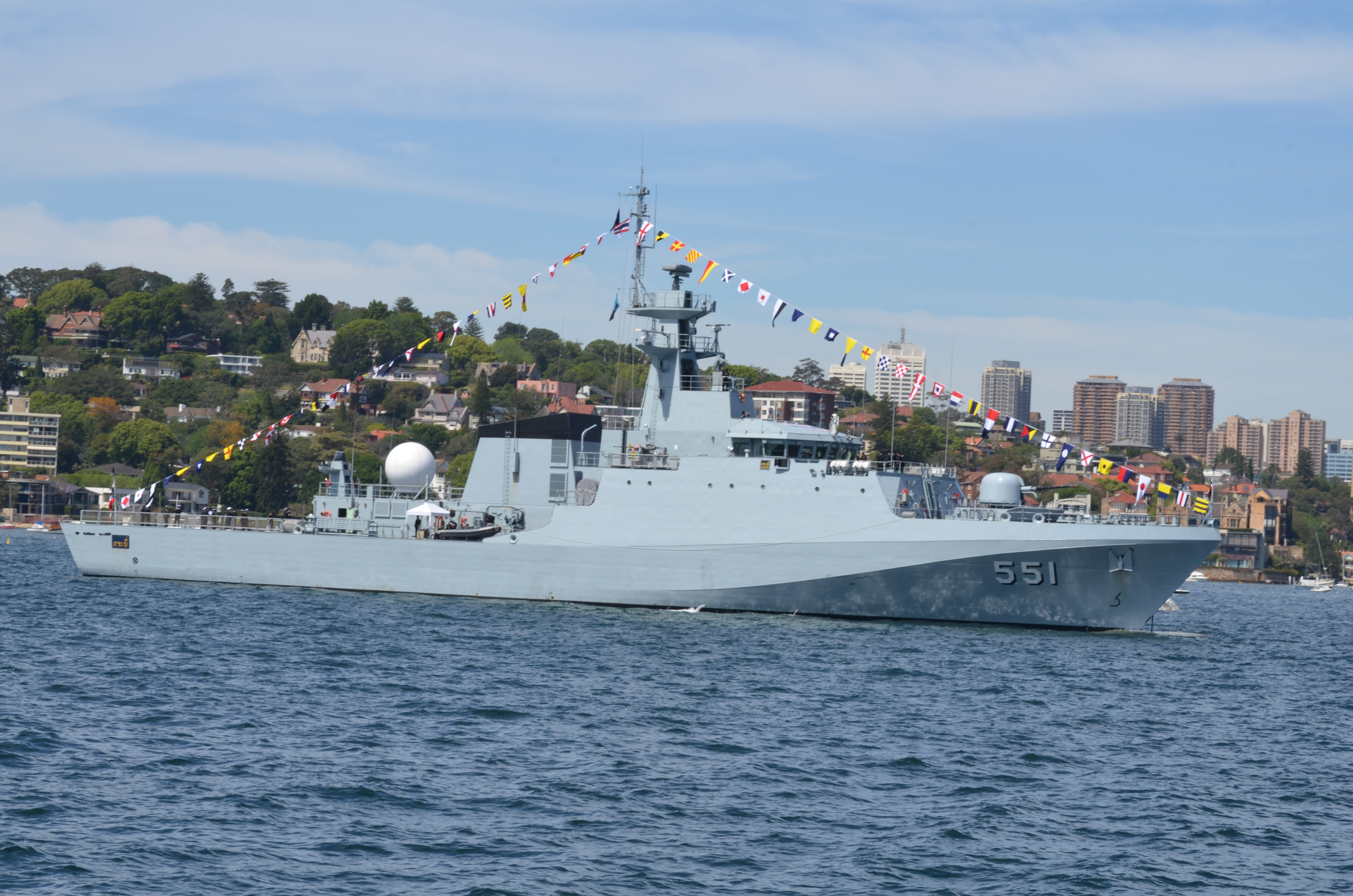
Патрульний корабель ВМС Таїланду "Krabi"

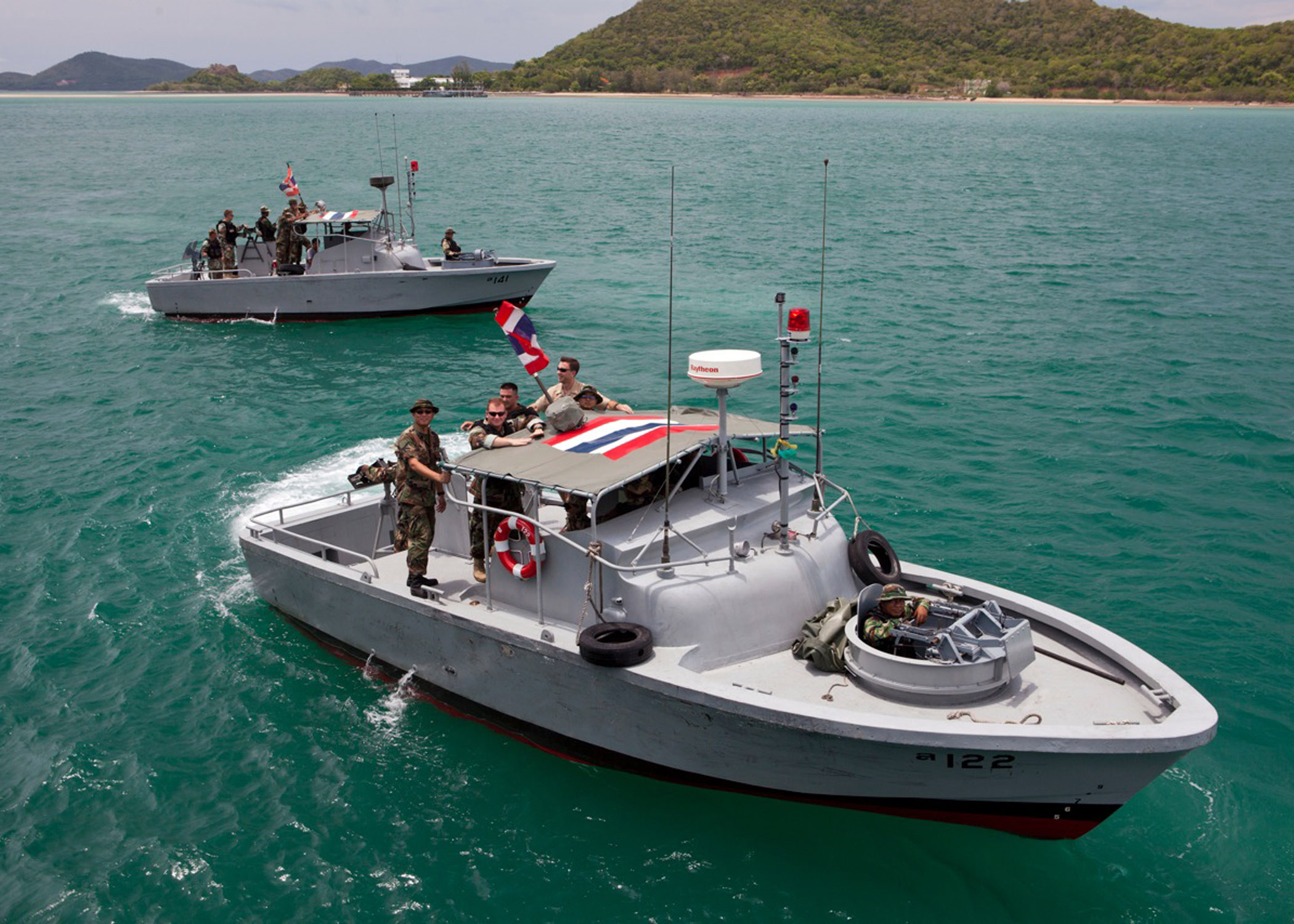
Річковики Королівського флоту Таїланду

## Морська авіація

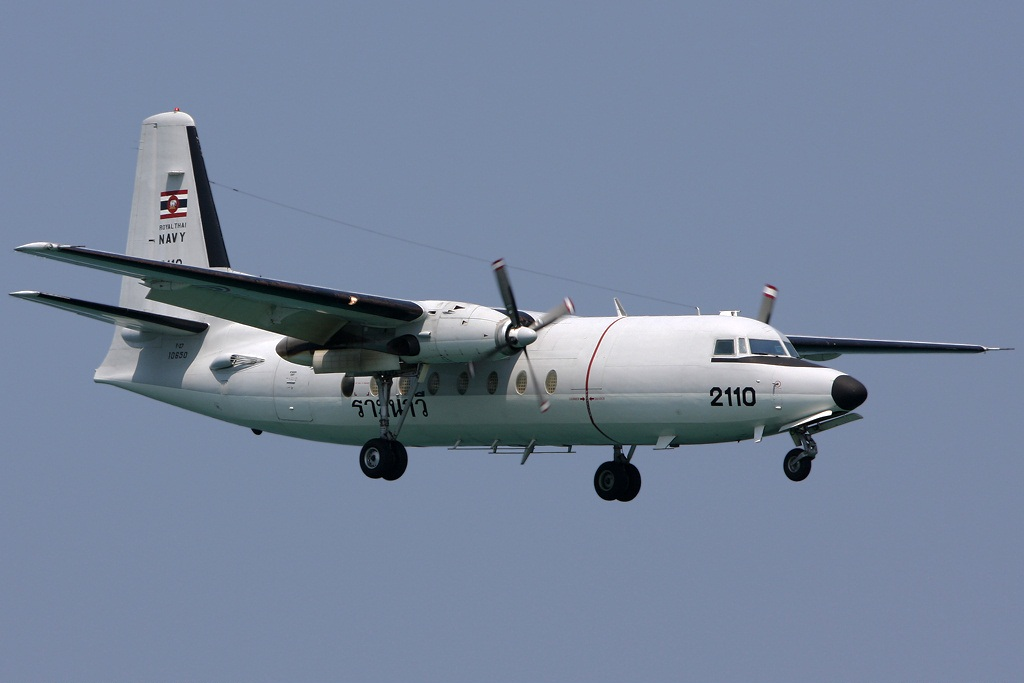
Патрульний літак Королівського флоту Таїланду Фоккер 27-MK 400

До останнього часу у складі ВМС Таїланду діяли два повітряні крила. Кожне з трьох ескадрилій, але друге також включає та окремий підрозділ, приписаний до авіаносця Chakri Naruebet. Морська авіація нараховує 23 літаки  та 26 вертольотів, які діють з баз в У-Тапао, Сонгхкла та Пхукет.  

## Річковий патрульний полк

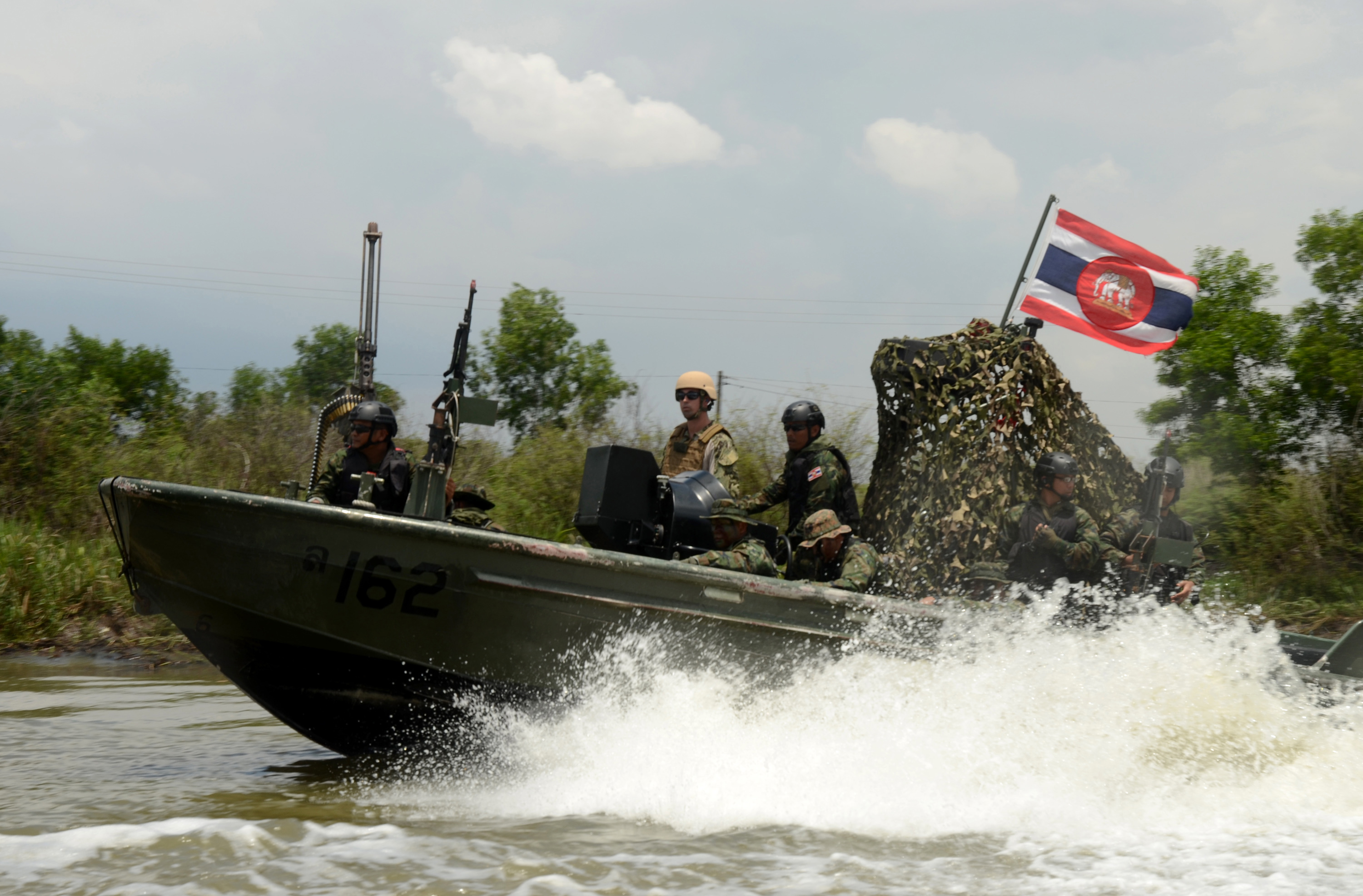
На річці Накхоннайок

Річковий патрульний полк Королівського військово-морського флоту Таїланду підтримує безпеку та протидіє нелегальній міграції, торгівлі людьми, наркоторгівлі, іншим загрозам національній безпеці на річках Чаопхрая та Меконг, інших внутрішніх водних шляхах.